# Leslie Kalai
Leslie Kalai (ur. 6 grudnia 1984) – piłkarz papuaski grający na pozycji bramkarza. Jest wychowankiem klubu Hekari United.

## Kariera klubowa
Karierę piłkarską Kalai rozpoczął klubie Hekari United. W jego barwach zadebiutował w pierwszej lidze papuaskiej. Wraz z Hekari kilkukrotnie wywalczył tytuły mistrza Papui-Nowej Gwinei. W 2010 roku wywalczył również klubowe mistrzostwo Oceanii.

## Kariera reprezentacyjna
W reprezentacji Papui-Nowej Gwinei Kalai zadebiutował w 2011 roku. W 2012 roku wystąpił z kadrą narodową w Pucharze Narodów Oceanii 2012.